# Morängen
Morängen är en bebyggelse i Almunge socken i Uppsala kommun, Uppsala län öster om Almunge. SCB avgränsade här en småort 2023.